# Seznam chotí toskánských panovníků
Toskánské velkovévodství bylo založeno roku 1569 jako nástupnický stát Florentského vévodství. Zpočátku mu vládl rod Medicejských, který však roku 1737 vymřel po meči. Velkovévodství tak přešlo na rod Lotrinských a poté na habsbursko-lotrinskou dynastii. Habsbursko-lotrinská dynastie vládla Toskánsku v letech 1765 až 1801 a poté v letech 1814 až 1859. Vládnoucí velkovévodkyně byla titulována:
- (1569–1691) Její Výsost velkovévodkyně z Toskánska
- (1691–1737) Její královská Výsost nejjasnější velkovévodkyně z Toskánska
- (1737–1765) Její císařské Veličenstvo císařovna Svaté říše římské, královna uherská a česká, arcivévodkyně rakouská, nejjasnější velkovévodkyně z Toskánska atd.[pozn. 2]
- (1765–1804) Její královská Výsost nejjasnější velkovévodkyně z Toskánska, arcivévodkyně rakouská atd.
- (1804–1859) Její císařská a královská Výsost nejjasnější velkovévodkyně z Toskánska, arcivévodkyně rakouská atd.

## Markraběnka z Toskánska

### Bonifaciiové, 812–931
| Portrét                                  | Jméno                | Otec                                        | Narození            | Sňatek  | Stala se markraběnkou       | Přestala být markraběnkou      | Smrt          | Choť         |
| ---------------------------------------- | -------------------- | ------------------------------------------- | ------------------- | ------- | --------------------------- | ------------------------------ | ------------- | ------------ |
| Jména manželek Bonifáce I. nejsou známa. |                      |                                             |                     |         |                             |                                |               |              |
|                                          | Berta                | -                                           | -                   | -       | 828 manželův nástup na trůn | 834 manželovo sesazení z trůnu | -             | Bonifác I.   |
| Jména manželek Aganuse nejsou známa.     |                      |                                             |                     |         |                             |                                |               |              |
|                                          | Anonsuara            | -                                           | -                   | -       | 847 manželův nástup na trůn | -                              | -             | Adalbert I.  |
|                                          | Rothilde Spoletská   | Vít I. Spoletský (Widonidové)               | -                   | 863     | 863                         | 886 manželova smrt             | -             | Adalbert I.  |
|                                          | Berta Lotharingijská | Lothar II. Lotharingijský (Karlovci)        | 863                 | 895/898 | 895/898                     | 10/15. září 915 manželova smrt | 8. března 925 | Adalbert II. |
|                                          | Marozia Tuskulský    | Teofylakt I., hrabě z Tuskulska (Tuskulští) | 863 – 8. března 925 | 925     | 925                         | 929 manželova smrt             | 932/937       | Vít          |

### Arlesové, 931–1001
| Portrét | Jméno            | Otec                                    | Narození | Sňatek         | Stala se markraběnkou       | Přestala být markraběnkou                | Smrt        | Choť   |
| ------- | ---------------- | --------------------------------------- | -------- | -------------- | --------------------------- | ---------------------------------------- | ----------- | ------ |
|         | Willa Burgundská | Rudolf I. Burgundský (Starší rod Welfů) | -        | 912            | 931 manželův nástup na trůn | 936 manželovo sesazení z trůnu           | po roce 936 | Boso   |
|         | Willa Spoletská  | Bonifác I. Spoletský                    | -        | kolem roku 936 | 936 manželův nástup na trůn | 13. února 962 manželovo sesazení z trůnu | -           | Hubert |
|         | Judita           | -                                       | -        | -              | 961 manželův nástup na trůn | 21. prosince 1001 manželova smrt         | -           | Hugo   |

### Boloňští, 1004–1011
- Interregnum 1011–1014

### Rod?, 1014–1027
| Portrét | Jméno    | Otec      | Narození | Sňatek | Stala se markraběnkou        | Přestala být markraběnkou | Smrt | Choť    |
| ------- | -------- | --------- | -------- | ------ | ---------------------------- | ------------------------- | ---- | ------- |
|         | Waldrada | Guglielmo | -        | -      | 1014 manželův nástup na trůn | 1027 manželova smrt       | -    | Rainier |

### Canossové, 1027–1115
| Portrét | Jméno              | Otec                                                     | Narození           | Sňatek          | Stala se markraběnkou        | Přestala být markraběnkou     | Smrt           | Choť         |
| ------- | ------------------ | -------------------------------------------------------- | ------------------ | --------------- | ---------------------------- | ----------------------------- | -------------- | ------------ |
|         | Richilda Bergamská | Giselbert II., hrabě z Bergama                           | koncem 10. století | před rokem 1015 | 1027 manželův nástup na trůn | po roce 1034                  | po roce 1034   | Boniface IV. |
|         | Beatrix Barská     | Fridrich II., vévoda z Hornolotrinska (Ardennsko-Barští) | 1017               | 1037            | 1037                         | 6. května 1052 manželova smrt | 18. dubna 1076 | Boniface IV. |

- Interregnum 1115–1120

### Scheiernští, 1120–1127
- Interregnum 1127–1135

### Sponheimští, 1135–1137
Nikdo

### Welfové, 1137–1139
| Portrét | Jméno                     | Otec                                                    | Narození       | Sňatek          | Stala se markraběnkou        | Přestala být markraběnkou     | Smrt           | Choť     |
| ------- | ------------------------- | ------------------------------------------------------- | -------------- | --------------- | ---------------------------- | ----------------------------- | -------------- | -------- |
|         | Gertruda Süpplingenburská | Lothar III., císař Svaté říše římské (Süpplingenburští) | 18. dubna 1115 | 29. května 1127 | 1137 manželův nástup na trůn | 20. října 1139 manželova smrt | 18. dubna 1143 | Jindřich |

### Welfové, 1152–1173
| Portrét                                  | Jméno       | Otec                                        | Narození  | Sňatek           | Stala se markraběnkou              | Přestala být markraběnkou           | Smrt | Choť                |
| ---------------------------------------- | ----------- | ------------------------------------------- | --------- | ---------------- | ---------------------------------- | ----------------------------------- | ---- | ------------------- |
|                                          | Uta Calwská | Godfrey Calwský, falckrabě z Rýna (Calwští) | 1115/1120 | kolem ledna 1133 | říjen 1152 manželův nástup na trůn | 1160 jejich syn se stal markrabětem | 1197 | Welf VI. (1. vláda) |
| 11/12. září 1167 manželův nástup na trůn | Uta Calwská | Godfrey Calwský, falckrabě z Rýna (Calwští) | 1115/1120 | kolem ledna 1133 | 1173                               | Welf VI. (2. vláda)                 | 1197 |                     |

- Interregnum 1173–1195

### Hohenštaufové, 1195–1197
| Portrét | Jméno           | Otec                         | Narození  | Sňatek          | Stala se markraběnkou | Přestala být markraběnkou           | Smrt           | Choť  |
| ------- | --------------- | ---------------------------- | --------- | --------------- | --------------------- | ----------------------------------- | -------------- | ----- |
|         | Irena Angelovna | Izák II. Angelos (Angelovci) | 1177/1181 | 25. května 1197 | 25. května 1197       | 1197 manžel přestal být markrabětem | 27. srpna 1208 | Filip |

## Chotě pánů z Florencie

### Medicejové, 1434–1531
| Portrét                      | Jméno                           | Otec                                            | Narození | Sňatek         | Stala se chotí pána                      | Smrt                              | Choť                   |
| ---------------------------- | ------------------------------- | ----------------------------------------------- | -------- | -------------- | ---------------------------------------- | --------------------------------- | ---------------------- |
|                              | Contessina de' Bardi            | Alessandro de' Bardi (Bardiové)                 | 1390     | 1416           | 6. října 1434 manželův nástup na trůn    | říjen 1473                        | Cosimo de' Medici      |
|                              | Lucrezia Tornabuoniová          | Francesco Tornabuoni                            | 1425     | 3. června 1444 | 1. srpna 1464 manželův nástup na trůn    | 25. března 1482                   | Pietro de' Medici      |
|                              | Clarice Orsiniová               | Giacomo Orsini (Orsiniové)                      | 1453     | 7. února 1469  | 2. prosince 1469 manželův nástup na trůn | 29. července 1487                 | Lorenzo de' Medici     |
|                              | Alfonsina Orsiniová             | Roberto Orsini (Orsiniové)                      | 1472     | březen 1488    | 9. dubna 1492 manželův nástup na trůn    | 7. února 1520 v roce 1494 vyhnána | Pietro de' Medici      |
| Obnovení republiky 1494–1512 |                                 |                                                 |          |                |                                          |                                   |                        |
|                              | Madeleine de la Tour d'Auvergne | Jan III., hrabě z Auvergne (La Tour d'Auvergne) | 1501     | 5. května 1518 | 5. května 1518                           | 28. dubna 1519                    | Lorenzo II. de' Medici |
| Obnovení republiky 1527–1530 |                                 |                                                 |          |                |                                          |                                   |                        |

## Vévodkyně z Florencie

### Medicejové, 1531–1569
| Portrét | Jméno             | Otec                                            | Narození          | Sňatek          | Stala se vévodkyní                    | Přestala být vévodkyní       | Smrt              | Choť                  |
| ------- | ----------------- | ----------------------------------------------- | ----------------- | --------------- | ------------------------------------- | ---------------------------- | ----------------- | --------------------- |
|         | Markéta Rakouská  | Karel V., císař Svaté říše římské (Habsburkové) | 28. prosince 1522 | 18. ledna 1536  | 18. ledna 1536                        | 6. ledna 1537 manželova smrt | 18. ledna 1586    | Alessandro de' Medici |
|         | Eleonora z Toleda | Pedro Álvarez de Toledo, markýz z Villafrancy   | 1522              | 29. března 1539 | 6. ledna 1537 manželův nástup na trůn | 17. prosince 1562            | 17. prosince 1562 | Cosimo I. de' Medici  |

## Velkovévodkyně z Toskánska

### Medicejové, 1569–1737
| Portrét | Jméno                                  | Otec                                                    | Narození          | Sňatek            | Stala se velkovévodkyní                 | Přestala být velkovévodkyní     | Smrt              | Choť           |
| ------- | -------------------------------------- | ------------------------------------------------------- | ----------------- | ----------------- | --------------------------------------- | ------------------------------- | ----------------- | -------------- |
|         | Johana Rakouská                        | Ferdinand I., císař Svaté říše římské (Habsburkové)     | 24. ledna 1547    | 25. prosince 1565 | 21. dubna 1574 manželův nástup na trůn  | 11. dubna 1578                  | 11. dubna 1578    | Francesco I.   |
|         | Bianca Cappellová                      | Bartolomeo Cappello (Cappellové)                        | 1548              | 12. června 1579   | 12. června 1579                         | 17. října 1587                  | 17. října 1587    | Francesco I.   |
|         | Kristina Lotrinská                     | Karel III., vévoda z Lotrinska (Lotrinští)              | 16. srpna 1565    | 3. května 1589    | 3. května 1589                          | 17. února 1609 manželova smrt   | 9. prosince 1637  | Ferdinando I.  |
|         | Marie Magdalena Rakouská               | Karel II., arcivévoda z Rakouska (Habsburkové)          | 7. října 1589     | 19. října 1608    | 17. února 1609 manželův nástup na trůn  | 28. února 1621 manželova smrt   | 1. listopadu 1631 | Cosimo II.     |
|         | Viktorie della Rovere                  | Federico Ubaldo della Rovere (Della Rovere)             | 7. února 1622     | 26. září 1633     | 26. září 1633                           | 23. května 1670 manželova smrt  | 5. března 1694    | Ferdinando II. |
|         | Markéta Luisa Orleánská                | Gaston d'Orléans (Orleánští)                            | 28. července 1645 | 20. června 1661   | 23. května 1670 manželův nástup na trůn | 17. září 1721                   | 17. září 1721     | Cosimo III.    |
|         | Anna Marie Františka Sasko-Lauenburská | Julius František, vévoda ze Saska-Lauenburska (Askánci) | 13. června 1672   | 2. září 1697      | 31. října 1723 manželův nástup na trůn  | 9. července 1737 manželova smrt | 15. října 1741    | Gian Gastone   |

Medicejové v roce 1737 vymřeli po meči. Na velkovévodský trůn nastoupil František Štěpán, vévoda z Lotrinska.

### Lotrinští, 1737–1765
| Portrét | Jméno                  | Otec                                             | Narození        | Sňatek         | Stala se velkovévodkyní                   | Přestala být velkovévodkyní   | Smrt               | Choť          |
| ------- | ---------------------- | ------------------------------------------------ | --------------- | -------------- | ----------------------------------------- | ----------------------------- | ------------------ | ------------- |
|         | Marie Terezie Rakouská | Karel VI., císař Svaté říše římské (Habsburkové) | 13. května 1717 | 12. února 1736 | 9. července 1737 manžel nastoupil na trůn | 18. srpna 1765 manželova smrt | 29. listopadu 1780 | Francesco II. |

### Habsbursko-Lotrinští, 1765–1801
| Portrét | Jméno                      | Otec                                                    | Narození           | Sňatek         | Stala se velkovévodkyní                 | Přestala být velkovévodkyní                                              | Smrt              | Choť           |
| ------- | -------------------------- | ------------------------------------------------------- | ------------------ | -------------- | --------------------------------------- | ------------------------------------------------------------------------ | ----------------- | -------------- |
|         | Marie Luisa Španělská      | Karel III. Španělský (Bourboni)                         | 24. listopadu 1745 | 5. srpna 1765  | 18. srpna 1765 manžel nastoupil na trůn | 20. února 1790 manželova abdikace, stává se císařovnou Svaté říše římské | 15. května 1792   | Leopold I.     |
|         | Luisa Neapolská a Sicilská | Ferdinand I. Neapolsko-Sicilský (Bourbon-Obojí Sicílie) | 27. července 1773  | 15. srpna 1790 | 15. srpna 1790                          | 21. března 1801 manželovo sesazení z trůnu                               | 19. prosince 1802 | Ferdinand III. |

## Etrurská královna

### Bourbonsko-Parmští, 1801–1807
| Portrét | Jméno                 | Otec                           | Narození         | Sňatek         | Stala se královnou                      | Přestala být královnou         | Smrt            | Choť   |
| ------- | --------------------- | ------------------------------ | ---------------- | -------------- | --------------------------------------- | ------------------------------ | --------------- | ------ |
|         | Marie Luisa Španělská | Karel IV. Španělský (Bourboni) | 6. července 1782 | 25. srpna 1795 | 21. března 1801 manželův nástup na trůn | 27. května 1803 manželova smrt | 13. března 1824 | Ludvík |

## Velkovévodkyně z Toskánska

### Habsbursko-Lotrinští, 1814–1859
Habsburkové se na toskánský trůn vrátili po Vídeňském kongresu v roce 1814.
| Portrét | Jméno                                      | Otec                                                    | Narození           | Sňatek             | Stala se velkovévodkyní                 | Přestala být velkovévodkyní                          | Smrt              | Choť           |
| ------- | ------------------------------------------ | ------------------------------------------------------- | ------------------ | ------------------ | --------------------------------------- | ---------------------------------------------------- | ----------------- | -------------- |
|         | Princezna Marie Ferdinanda Saská           | Maxmilián, korunní princ saský (Wettinové)              | 27. dubna 1796     | 6. května 1821     | 6. května 1821                          | 18. června 1824 manželova smrt                       | 3. ledna 1865     | Ferdinand III. |
|         | Princezna Marie Anna Saská                 | Maxmilián, korunní princ saský (Wettinové)              | 15. listopadu 1799 | 16. listopadu 1817 | 18. června 1824 manželův nástup na trůn | 24. března 1832                                      | 24. března 1832   | Leopold II.    |
|         | Princezna Marie Antonie Neapolsko-Sicilská | František I. Neapolsko-Sicilský (Bourbon-Obojí Sicílie) | 19. prosince 1814  | 7. června 1833     | 7. června 1833                          | 21. července 1859 manželova abdikace/svržení z trůnu | 7. listopadu 1898 | Leopold II.    |

Toskánsko bylo v roce 1859 připojeno ke Spojeným provinciím střední Itálie a poté v roce 1860 začleněno do Sardinského království.

### Titulární velkovévodkyně, 1868–2013
| Portrét | Jméno                                                  | Otec                                                                                | Narození          | Sňatek            | Stala se velkovévodkyní                | Přestala být velkovévodkyní   | Smrt               | Choť           |
| ------- | ------------------------------------------------------ | ----------------------------------------------------------------------------------- | ----------------- | ----------------- | -------------------------------------- | ----------------------------- | ------------------ | -------------- |
|         | Princezna Alice Parmská                                | Karel III., vévoda z Parmy (Bourboni z Parmy)                                       | 27. prosince 1849 | 11. ledna 1868    | 11. ledna 1868                         | 17. ledna 1908 manželova smrt | 16. listopadu 1935 | Ferdinand IV.  |
|         | Princezna Marie Kristýna Bourbonsko-Neapolsko-Sicilská | Princ Alfonso, hrabě z Caserty (Bourboni z Obojí Sicílie)                           | 10. dubna 1877    | 8. listopadu 1900 | 28. února 1942 manželův nástup na trůn | 4. října 1947                 | 4. října 1947      | Petr Ferdinand |
|         | Princezna Dorotea Bavorská                             | Princ Franz Bavorský (Wittelsbachové)                                               | 25. května 1920   | 2. srpna 1938     | 2. srpna 1938                          | 21. ledna 1984 manželova smrt | 5. července 2015   | Gottfried      |
|         | Elyssa Edmonstoneová                                   | Sir Archibald Bruce Edmonstone Duntreathský, 7. baronet (Edmonstonové z Duntreathu) | 11. září 1973     | 18. června 1993   | 18. června 1993                        | 25. června 2013 rozvod        |                    | Sigismund      |